# 跟拍到你家
《跟拍到你家》（日语：家、ついて行ってイイですか?）是東京電視台於2014年1月6日起播出的綜藝節目。節目每集採訪錯過末班車的市民，並以支付計程車費為交換條件，讓製作團隊進入他們家拍攝。改編電視劇《跟拍到你家》定於2021年8月14日起每週六播出。

## 出演者

### MC
- 驚嚇大木
- 矢作兼（小木矢作）
- 狩野惠里：2020年7月起不定期出演後；同年9月起固定出演。

### 前MC
- 植田萌子：第一季MC
- 鷲見玲奈：第二季至第六季MC
- 相內優香：第二季MC（替代鷲見玲奈）
- 片渕茜：第三季、第六季MC（替代鷲見玲奈）
- 須黑清華：第三季MC（替代鷲見玲奈）
- 森香澄：第六季MC（替代鷲見玲奈）

## 播出日程
| 播出日期                     | 播出時間                      |
| ---------------------------- | ----------------------------- |
| 2014年1月6日－2014年1月27日  | 星期一 23:58 - 0:45（47分）   |
| 2015年10月3日－2016年3月26日 | 星期六 23:55 - 0:50（55分）   |
| 2016年4月16日－2017年3月18日 | 星期六 19:54 - 20:54（60分）  |
| 2017年4月19日－2018年1月24日 | 星期三 21:00 - 22:48（108分） |
| 2018年2月7日－2018年3月21日  | 星期三 21:00 - 21:54（54分）  |
| 2018年4月4日－2020年9月23日  | 星期三 21:00 - 22:00（60分）  |
| 2020年10月7日－2021年3月10日 | 星期三 21:00 - 22:54（114分） |
| 2021年4月7日－               | 星期三 21:00 - 21:54（54分）  |

## 外部連結
- 官方网站（日語）